# シック・パピーズ
シック・パピーズ'（Sick Puppies）はオーストラリアで結成され、現在アメリカ・カリフォルニア州・ロサンゼルスを拠点に活動中の、オルタナティブ・ロックバンド。
世界規模で名前が広がるきっかけとなったのは、オリジナル曲「オール・ザ・セイム」が挿入された「フリーハグズ（Free Hugs）キャンペーン」のビデオで、YouTube上で現在までに6千万を越えるヒット数を記録している。

## バンドの成り立ち
1997年、オーストラリア・シドニーのモスマン高校在学中であった、シモン・ムーアとエマ・アンザイが音楽室で出会った際、二人とも偶然シルヴァーチェアー（オーストラリアで活躍中のバンド）のファンであったことから、意気投合。
当初は、ムーアがドラム、アンザイがギターを担当し、シルヴァーチェアーのほかに、グリーン・デイ、レイジ・アゲインスト・ザ・マシーンなどのコピーをしていた。
その後、オリジナルの楽曲を作って演奏するようになり、新しくドラム担当のクリス・ミレスキが加わって、現在のバンドの原型が形成された。
その後オーストラリア国内での知名度が上がるに伴い、バンドとしてのレベルアップを図るため、アメリカ・ロサンゼルスへ活動拠点を移すことを決意。この際、結成時からドラムを担当していたクリス・ミレスキが移住を断念したため、募集サイト、クレイグスリストを通して応募してきたマーク・グッドウィンが、新しくドラムとしてバンドに加わった。

## メンバー
- エマ・安西（Emma Anzai、1997年から現在 ）ベース、バック・ボーカル :父親が日本人で母親がオーストラリア人のハーフ。
- マーク・グッドウィン（Mark Goodwin、2003年から現在 ）ドラム、パーカッション、バック・ボーカル
- ブライアン・スコット（Bryan Scott、2016年から現在 ）リード・ボーカル、ギター

### 旧メンバー
- クリス・ミレスキ（Chris Mileski、1997年から2003年 ）ドラム、バック・ボーカル
- シモン（シム）・ムーア（Shimon Moore、1997年から2014年 ）リード・ボーカル、ギター

## バンド名の由来
もともと「シック・パピー（Sick Puppy：単数形）」とは、英語（主に英国/オーストラリア圏）で「的外れ」な人物や言動を揶揄した表現で、当バンド名の由来としては、二つの説がある。
ひとつは、ムーアがバンド名の候補にシック・パピーズを挙げていたことに始まる。シドニーの自宅に戻った際、父親にバンド名のアイデアを尋ねたところ、その時読んでいた本のタイトル「Sick Puppy」(カール・ハイアセン著)を勧められた。その偶然に運命を感じ、命名した、という説である。
また一方で、彼らがガレージで練習中、迷い込んできた犬が、機材の上で嘔吐し、初期グルーピーの一人が、「That’s one sick puppy!」と叫んだことによるという説もある。
しかし、2010年7月、フロリダのラジオステーションでのライブ・ストリーミングの際、司会者がことの真相を尋ねたところ、前者の「Sick Puppy」の本から命名されたというのが真相であるとアンザイが証言している。

## ディスコグラフィー
詳細は「シック・パピーズ・ディスコグラフィー」を参照

### オリジナル・アルバム
ドッグズ・ブレックファスト Dog’s Breakfast　- EP盤
自費、およびミュージシャン兼プロデューサーであるムーアの父親の協力で、オーストラリアで活動中にリリースされた。
ウェルカム・トゥ・ザ・リアル・ワールド　Welcome to the Real World
2001年にリリースされ、毎年オーストラリアで開催されるトリプル・Ｊ・アンアースト・バンド・コンテスト(Triple J Unearthed Band Competition)にて優勝。これをきっかけにポール・ステパニック・マネジメントと契約。
なお、このアルバムは、版権の問題から、オーストラリア国外での販売ができず、さらに版権を持つレコード会社が現存しないため、現在はほぼ入手不可能となっている。
ドレストアップ・アズ・ライフ　Dressed Up As Life
2007年、2枚目のスタジオアルバム（メジャーレーベルとしては、初のアルバム）としてリリース。当アルバムには、「フリーハグズ」キャンペーン・ビデオに挿入され、アメリカ国内のロックチャートで8位の快挙を記録した「オール・ザ・セイム」、さらに正式なアメリカデビュー曲で、チャートの20位を記録した「マイ・ワールド」が含まれている。
トライポーラー　Tri-Polar
2008年12月より製作に入り、2枚目のメジャーアルバムとして2009年7月14日にリリース。ビルボード200において、31位を記録。
アルバム中の「ユー・アー・ゴーイング・ダウン」はWWEのイベントと、2010年の映画「鉄拳」の公式テーマ曲に採用された。
アルバム一曲目の「ウォー」は、ゲーム「ストリートファイター4」の宣伝用に起用された。
当アルバム中から、2009年11月に「オッド・ワン(Odd One)」が、続いて2010年6月22日に「メイビー」が、2011年2月8日に「リップタイド」がシングルカットされた。
ライヴ＆アンプラグド　Live & Unplugged
2010年4月6日、EP盤「ライヴ＆アンプラグド」をリリース。アコースティックヴァージョンの「オッド・ワン」「ソー・ホワット・アイ・ライド」「ザ・プリテンダー」「ユー・アー・ゴーイング・ダウン」を収録。「ユー・アー・ゴーイング・ダウン」は、シカゴのラジオ局でのインタビュー中にライブ録音された。

### シングル
- ナッシング・リアリー・マターズ - "Nothing Really Matters" （2001年）
- エブリデー - "Everyday" （2001年）
- ロック・キッズ - "Rock Kids" （2001年）
- フライ - "Fly" （2003年）
- オール・ザ・セイム - "All The Same" （2006年）
- マイ・ワールド - "My World" （2007年）
- ホワット・アー・ユー・ルッキング・フォー - "What Are You Looking For" （2008年）
- ピティフル - "Pitiful" （2008年）
- ユー・アー・ゴーイング・ダウン - "You Are Going Down" （2009年）
- オッド・ワン - "Odd One" （2009年）
- メイビー - "Maybe" （2010年）
- リップタイド - "Riptide" （2011年）

### 「フリー・ハグズ・キャンペーン」のビデオ
ムーア、アンザイ、グッドウィンの三人は、オーストラリアのモールで「フリー・ハグズ」運動を行っていた通称ワン・マン(Juan Mann)の様子を撮影したビデオを制作。その際自作の「オール・ザ・セイム」をバックグラウンドに挿入し、YouTube上に公開。これが当初4300万回を越えるヒット数を記録、世界規模の知名度を得るきっかけとなる。

### ロック・プロフェシーズ
2009年8月14日、伝説的な音楽カメラマン、ロバート・ナイトのキャリアを描いたドキュメンタリー映画「ロック・プロフェシーズ(Rock Prophecies)」で、初の映画出演を果たす。
映画中には、彼らのライブ風景のみならず、当バンドに対しナイトが渡米を強く勧めたエピソードなども描かれている。

## シック・パピーズ　ワールド・クルー
シック・パピーズ　ワールド・クルーは、世界中のシック・パピーズファンをカバーすべく運営されている、公式ファンサイトである。無料登録制、また登録者がバンドの宣伝、イベントの運営などに携わることができるなど、ユニークな運営方法をとっている。
http://www.sickpuppiesworldcrew.net/